# 自由今日大马
《自由今日大马》（英語： 简称FMT）是一个马来西亚双语新闻网站，内容以英语和马来语为主，主要关注马来西亚时事，创建于2009年。   它是马来西亚访问量最大的新闻网站之一，每月访问量达1183万人次。   